# Đinh ba

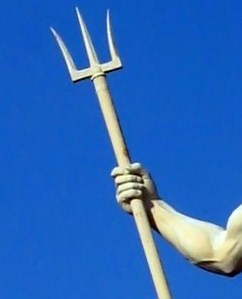
Cây đinh ba của Poseidon

Đinh ba hay còn gọi là ba chĩa là một loại dụng cụ, vũ khí thời cổ có hình dáng dài giống cây giáo nhưng bao gồm 3 lưỡi nhọn hướng về phía trước (có thể ở đầu lưỡi có mấu quặt ngược lại giống như mũi tên), cấu trúc của đinh ba theo nguyên tắc đối xứng. Một mũi chính giữa và hai mũi ở hai bên trên cùng một mặt phẳng.
Đinh ba và thường được các võ sĩ giác đấu thời La Mã sử dụng. Thuật ngữ đinh ba bắt nguồn từ tiếng Latinh, theo đó Từ nguyên là Trident "đinh ba", trong đó "tri" có nghĩa là "ba" và "dentes" có nghĩa là "răng". Biến thể của đinh ba là một loại phương tiện nhà nông để cào rơm ở Châu Âu thời Trung cổ.
Cây đinh ba trong văn hóa gắn liền với hình tượng của Vua Thủy tề hoặc thần biển Poisedon, theo đó cây đinh ba này là một vũ khí lợi hại có thể bắn ra luồng sét cực mạnh, Đinh Ba cũng là vũ khí được mô tả trong tác phẩm Tây Du Ký mà bọn yêu quái, lâu la hay sử dụng trong đó có Ngưu Ma Vương, trong tác phẩm Tam Quốc diễn nghĩa cũng có miêu tả một số nhân vật cầm đinh ba.

## Tham khảo

Quốc kì Barbados với cây đinh ba